# East Cape (Coronation Island)
Das East Cape (englisch für Ostkap, spanisch Cabo Este) ist ein das östlichste Kap an der Nordküste von Coronation Island im Archipel der Südlichen Orkneyinseln. Es liegt rund 2,3 km südöstlich des Kap Bennett und markiert die nordöstliche Begrenzung der Einfahrt von der Lewthwaite Strait in den Spence Harbour.
Der britische Walfängerkapitän George Powell (1794–1824) und sein US-amerikanisches Pendant Nathaniel Palmer entdeckten und kartierten es grob gemeinsam im Dezember 1821. Die Benennung erfolgte erst 1933 bei der Kartierung durch Wissenschaftler der britischen Discovery Investigations.